# Gymnoplocia brevidens
Gymnoplocia brevidens är en fjärilsart som beskrevs av Paul Dognin 1902. Gymnoplocia brevidens ingår i släktet Gymnoplocia och familjen Uraniidae. Inga underarter finns listade i Catalogue of Life.